# Missentjärnarna (Sorsele socken, Lappland, 724106-159623)
Missentjärnarna är en sjö i Sorsele kommun i Lappland och ingår i Umeälvens huvudavrinningsområde. Sjön har en area på 0,0638 kvadratkilometer och ligger 328,9 meter över havet.

## Delavrinningsområde
Missentjärnarna ingår i det delavrinningsområde (724316-159463) som SMHI kallar för Ovan VDRID = Kvarnbäcken i Vindelälvens vattendra*. Medelhöjden är 326 meter över havet och ytan är 8,97 kvadratkilometer. Räknas de 417 avrinningsområdena uppströms in blir den ackumulerade arean 6 744,19 kvadratkilometer. Vindelälven som avvattnar avrinningsområdet har biflödesordning 2, vilket innebär att vattnet flödar genom totalt 2 vattendrag innan det når havet efter 265 kilometer. Avrinningsområdet består mestadels av skog (73 procent) och sankmarker (13 procent). Avrinningsområdet har 0,83 kvadratkilometer vattenytor vilket ger det en sjöprocent på 9,2 procent.